# Lagoa do Juvenal
Lagoa do Juvenal é um distrito do município brasileiro de Maranguape, no estado do Ceará. Segundo o censo demográfico de 2022, realizado pelo Instituto Brasileiro de Geografia e Estatística (IBGE), sua população era de 1 701 habitantes e havia 560 domicílios particulares permanentes ocupados. Foi criado pela lei municipal nº 1.045 de 22 de maio de 1990.
De acordo com o IBGE, em 2010 a população era de 2 844 habitantes e havia 745 domicílios particulares.